# Beriz Belkić
Beriz Belkić (Sarajevo, 8. rujna 1946. – Sarajevo, 16. kolovoza 2023.), bio je bošnjački političar, član Predsjedništva BiH od 30. ožujka 2001. do 5. listopada 2002. Diplomirao je 1991. na Ekonomskom fakultetu u Sarajevu. Jedan je od osnivača Stranke za Bosnu i Hercegovinu.